# Bethlen András-kastély
Bethlen települése Besztercétől 40 km-re nyugatra, a Nagy-Szamos partján fekszik. A helységet először 1305-ben Bethlem néven említik. A település a gróf Bethlen család bethleni ágának fészke, ezért a családnak több kastélya, épülete található meg itt. Ma négy ilyen épület található, melyek közül a legfontosabb a 18. században épült, barokk stílusú, egykori gróf Bethlen András-kastély. Az épület a falu központjában áll, jelenleg agrárlíceumként működik. Az első katonai felmérés térképén, amely 1769 és 1773 között készült, jól kivehető a település központjában lévő barokk kastélyegyüttes. A romániai műemlékek jegyzékében a BN-II-a-A-01617 sorszámon szerepel.